# Coublucq
Coublucq es una comuna francesa de la región de Aquitania en el departamento de Pirineos Atlánticos.
Coublucq fue mencionada por primera vez en el año 1790 y formaba parte de la delegación de la localidad de Saint-Sever.

## Demografía
| 143 | 130 | 126 | 110 | 96 | 110 | 107 |
| Para los censos de 1962 a 1999 la población legal corresponde a la población sin duplicidades (Fuente: INSEE [Consultar]) |     |     |     |    |     |     |